# Neri Pozza Editore

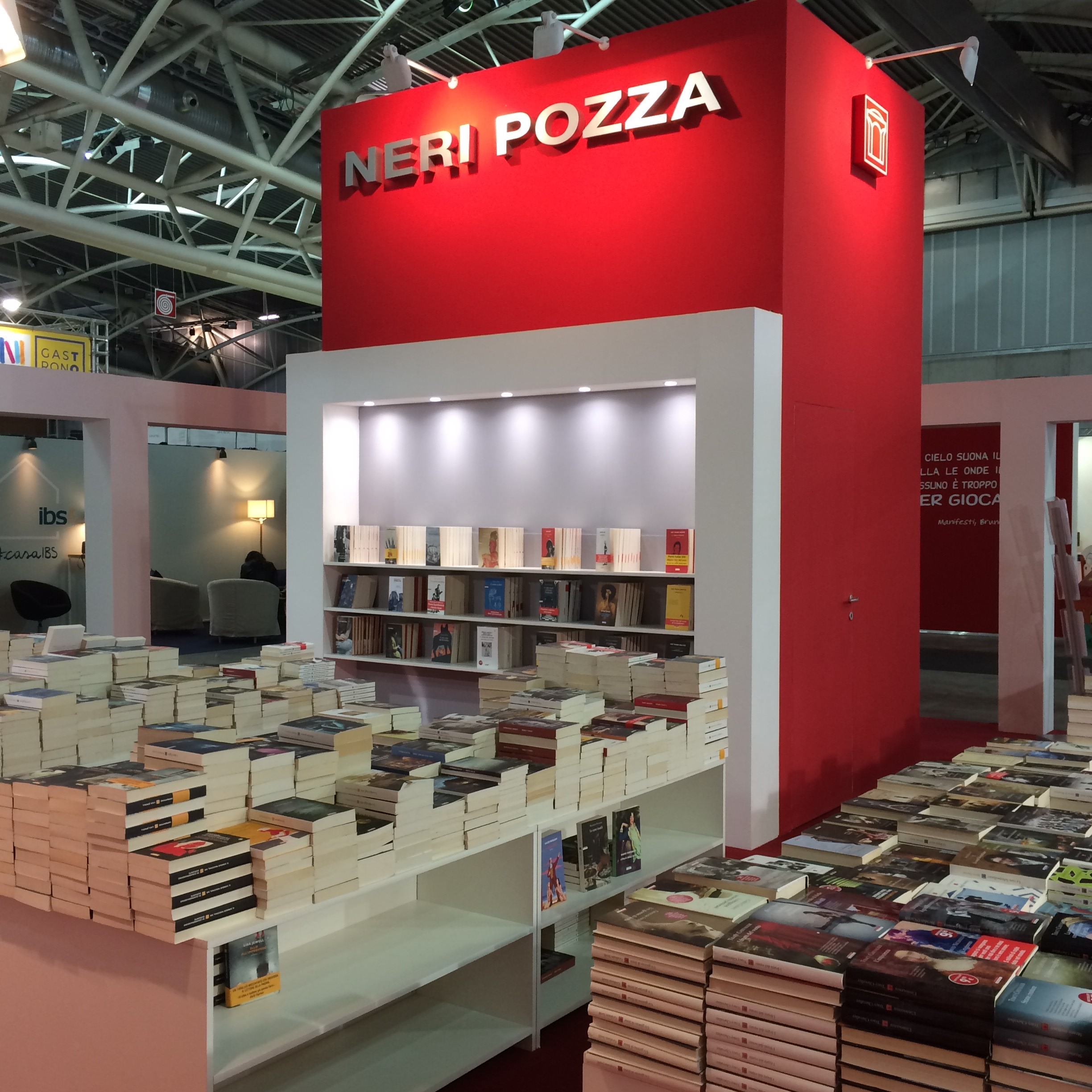
Stand di Neri Pozza Editore al Salone internazionale del libro ed. 2017

Neri Pozza Editore, nota anche semplicemente come Neri Pozza, è una casa editrice italiana, fondata nel 1946 dall'omonimo scrittore.

## Storia
Viene fondata a Venezia nel 1946 sulle ceneri delle Edizioni dell’Asino Volante fondate da Neri Pozza insieme con altri amici nel 1938, con lo scopo di pubblicare il primo libro di poesie di Antonio Barolini.
Il primo titolo pubblicato nel 1946 è stato Paludi di André Gide. Nel 1950 pubblicò la silloge In quel preciso momento di Dino Buzzati. Nel 1951 editò il primo romanzo di Goffredo Parise, Il ragazzo morto e le comete. Il percorso di crescita della casa editrice continuò con le collaborazioni di Vincenzo Cardarelli, Eugenio Montale, Carlo Emilio Gadda e Mario Luzi.
Nei suoi primi anni, la casa editrice pubblicò opere ispirate a una politica editoriale innovatrice e attenta a individuare temi e autori di particolare significato nella cultura italiana. Fra gli autori pubblicati, oltre ai soprannominati, Massimo Bontempelli e Mario Luzi. 
Dal 2000 al 2023 il direttore editoriale della casa editrice è Giuseppe Russo; il marchio diventa parte del Gruppo editoriale Athesis, di cui costituisce la divisione libri. Neri Pozza muta la propria fisionomia.
Oltre alla narrativa italiana, si è aperta alla narrativa e alla saggistica internazionale, dall'America all'Oriente, dal Sudafrica all'India, dal Giappone a Israele. Tra gli autori viventi, figurano ad esempio: Gregory David Roberts, Edward St Aubyn, Natsuo Kirino, Tracy Chevalier, Eshkol Nevo, Viet Thanh Nguyen, Amitav Ghosh, pubblicato in Italia dapprima per Einaudi. 
Tra i ripescaggi, si rieditano le opere di Romain Gary, Erich Maria Remarque, Barbara Tuchman, Giuseppe Berto.
Nel 2021 Due vite, romanzo di Emanuele Trevi pubblicato da Neri Pozza, vince il Premio Strega.
Nel 2023 Giovanni Francesio subentra a Giuseppe Russo come nuovo direttore editoriale.

## Collane
- I Narratori delle tavole, narrativa nazionale e internazionale
- Le Tavole d'oro, narrativa internazionale, soprattutto orientale
- Bloom, narrativa e saggistica nazionale e internazionale
- Biblioteca Neri Pozza, novità e riscoperte in edizione tascabile
- Piccola Biblioteca Neri Pozza, saggistica e narrativa su temi della storia, del pensiero e del mondo contemporaneo
- Il Cammello Battriano, collana di letteratura di viaggio diretta da Stefano Malatesta
- La Quarta Prosa, collana di saggistica diretta da Giorgio Agamben
- I Colibrì, saggistica
  - I Colibrì. Il tempo storico, varata nel 2020, a cura di Pier Luigi Vercesi
- Le Grandi Scrittrici, classici della narrativa scritti da donne
- I Neri, gialli e noir nazionali e internazionali
- Spleen, narrazioni illustrate

Le collane terminate sono le seguenti:
- Neri Pozza tascabili
- La Rosa Azzurra, raccolta di romanzi, precedentemente separati, pubblicati in volume unico
- Biblioteca d'Arte, libri d'arte
- Poesia e Verità, poesia

## Premio nazionale di letteratura Neri Pozza
Il Premio nazionale di letteratura Neri Pozza è un riconoscimento letterario per opere inedite di narrativa letteraria in lingua italiana.
Vincitori del premio
- 2013 – Marco Montemarano, La ricchezza
- 2015 – Roberto Plevano, Marca gioiosa
- 2017 – Eleonora Marangoni, Lux
- 2019 – Ilaria Rossetti, Le cose da salvare
- 2021 – Pierpaolo Vettori, Un uomo sottile[6]